# Asphalt 8: Airborne
Asphalt 8: Airborne (с англ. — «Asphalt 8: На взлёт») — гоночная компьютерная игра, разработанная и выпущенная компанией Gameloft в 2013 году в рамках серии Asphalt. Она была выпущена 22 августа 2013 года на iOS и Android, 13 ноября на Windows 8/8.1 и Windows Phone 8/8.1, 15 января 2014 года на BlackBerry 10, 5 апреля 2015 года для Tizen. Её преемник, Asphalt 9: Legends, вышел 25 июля 2018 года.

## Игровой процесс
Геймплей Asphalt 8 аналогичен предыдущей игре серии. В нём есть несколько различных режимов: быстрый матч, кооперативный и сетевой. В игре используется прежний метод управления: игроки могут нажимать на левую и правую сторону экрана или использовать виртуальный руль. В Asphalt 8 также присутствует характерный для серии азотный ускоритель (нитро). Он увеличивает скорость транспортного средства игрока на короткий период времени. Для разблокировки новых сезонов гонок необходимо собирать звёзды. Они выдаются за победу или выполнение особых условий, таких как определенное количество заносов или аварий.
В режиме «Инфекция» некоторые гонщики становятся «заражёнными», им даётся неограниченное нитро. Их цель — распространить инфекцию на других, касаясь их автомобилей, но если они не успеют сделать это за отведённое время, то они взрываются. В режиме Knockdown необходимо сбить больше автомобилей, чем противник.

## Критика
| Сводный рейтинг       | Сводный рейтинг |
| Агрегатор             | Оценка          |
| --------------------- | --------------- |
| GameRankings          | 92,38 %         |
| Metacritic            | 91/100          |
| Иноязычные издания    |                 |
| Издание               | Оценка          |
| IGN                   | 7,8/10          |
| TouchArcade           | [ 10 ]          |
| 148Apps               | [ 11 ]          |
| AppSpy                | 5/5             |
| Digital Spy           | [ 13 ]          |
| Gamezebo              | [ 14 ]          |
| Русскоязычные издания |                 |
| Издание               | Оценка          |
| PlayGround.ru         | 9/10            |

Asphalt 8 получила положительные оценки от критиков, согласно сайту-агрегатору Metacritic на основе 18 обзоров. Эрик Форд из TouchArcade был впечатлён игровым процессом и графикой, утверждая, что «графический движок отлично справляется с передачей ощущения скорости, которое необходимо для игры». Его единственная критика заключалась в несоответствии между ценой некоторых автомобилей и денежным вознаграждением, получаемом за игру: «Когда вы перейдёте к действительно дорогим автомобилям, вы заметите, что не зарабатываете столько денег, сколько нужно, чтобы позволить себе то, что вы, возможно, захотите». В заключение он отметил, что «платформа iOS незаметно стала раем для великих гонщиков, и Asphalt 8, похоже, сейчас лидирует».
Рецензент Гарри Слейтер из Pocket Gamer похвалил дизайн уровней и систему управления. Он пришёл к выводу, что «Asphalt 8, возможно, не самая красивая гоночная игра и, конечно, не самая реалистичная, но как аркаду её трудно превзойти». Хотя Стив Уоттс из IGN похвалил графику и геймплей, он негативно отнёсся к бизнес-модели игры, которая требует «гриндить или крупных покупок».